# Passiflora setacea
Passiflora setacea DC. – gatunek rośliny z rodziny męczennicowatych (Passifloraceae Juss. ex Kunth in Humb.). Występuje endemicznie w Brazylii w stanach Alagoas, Bahia, Dystrykt Federalny, Goiás, Mato Grosso, Espírito Santo, Minas Gerais oraz Rio de Janeiro. 

## Morfologia
PokrójZdrewniałe, trwałe, owłosione liany.
LiściePotrójnie klapowane, sercowate u podstawy. Mają 5–8 cm długości oraz 6–10 cm szerokości. Ząbkowane, z ostrym wierzchołkiem. Ogonek liściowy jest owłosiony i ma długość 10–30 mm. Przylistki są liniowo lancetowate o długości 5 mm.
KwiatyPojedyncze. Działki kielicha są podłużnie lancetowate, zielonobiaławe, mają 3,5–4 cm długości. Płatki są podłużnie lancetowate, białe, mają 2–2,5 cm długości. Przykoronek ułożony jest w jednym rzędzie, biały, ma 10 mm długości.
OwoceSą jajowatego kształtu. Mają 4 cm długości i 3 cm średnicy.